# Răsurile
Răsurile – wieś w Rumunii, w okręgu Călărași, w gminie Ileana. W 2011 roku liczyła 60 mieszkańców.